# Tomohisa Ishiguro
Tomohisa Ishiguro (født 27. april 1981) er en tidligere japansk fodboldspiller.
Han har spillet for flere forskellige klubber i sin karriere, herunder Kataller Toyama.